# Спрей (яхта)

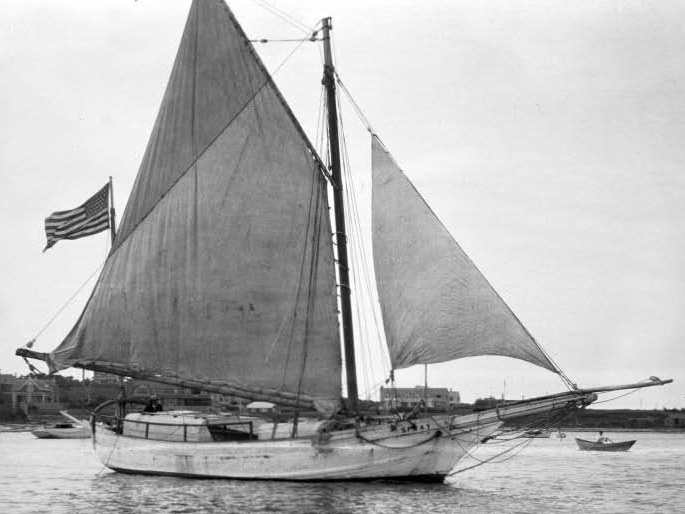
Яхта «Спрей» в озброєнні гафельного шлюпа

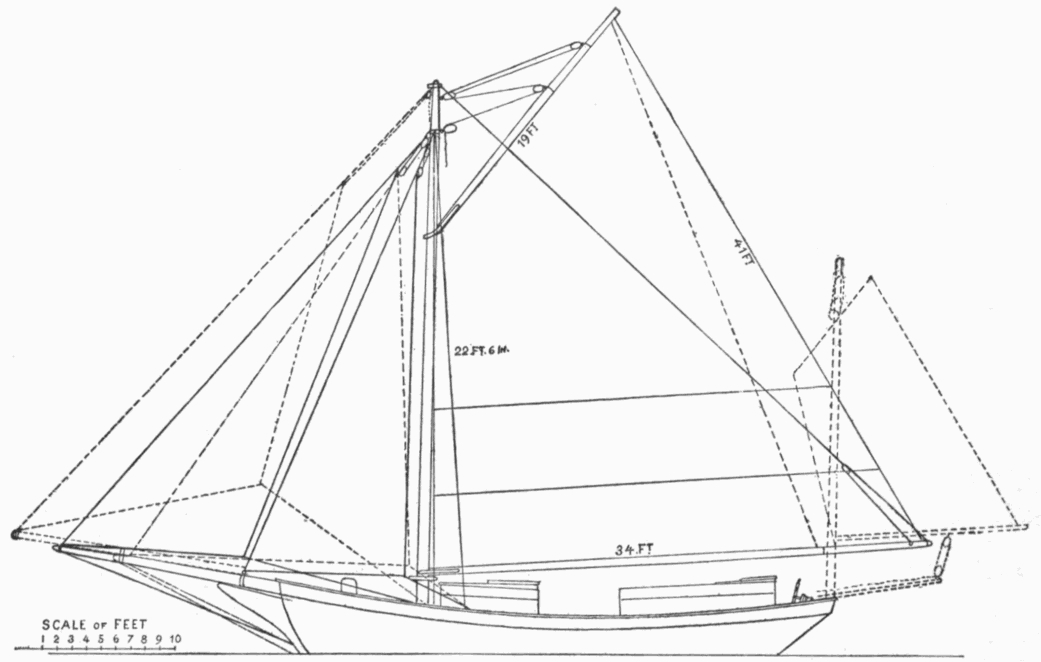
Схема вітрильного озброєння

«Спрей» (англ. Spray) — яхта, на якій канадський моряк Джошуа Слокам в 1895—1898 роках вперше в історії наодинці обійшов навколо світу на вітрильному судні.

## Історія
У 1892 році приятель Слокама, капітан Ебен Пірс запропонував йому судно, що «потребує певного ремонту». Прибувши у Фейргейвен, Слокам виявив, що це було старе, прогниле рибальське судно, яке стояло на підпорах. Називалося воно «Спрей». Судно було розібране на частини і по суті побудоване знову, старий корпус здебільшого використовувався як лекала. Ця робота зайняла 13 місяців. У процесі перебудови була збільшена на 30 см висота борту — для плавання у відкритому океані. Попри повну перебудову, Слокам зберіг судну його ім'я, зауваживши:
От, у Ллойда є закон, якщо «Джейн» відремонтована зі старого стану в повністю новий, вона залишається «Джейн».
Вартість ремонту склала 553,62 дол. США, що за курсом 2019 року має дорівнювати 15 754 доларам.
Судно первісно було шлюпом: однощогловим, з гафельним вітрилом, фор-стакселем і клівером.

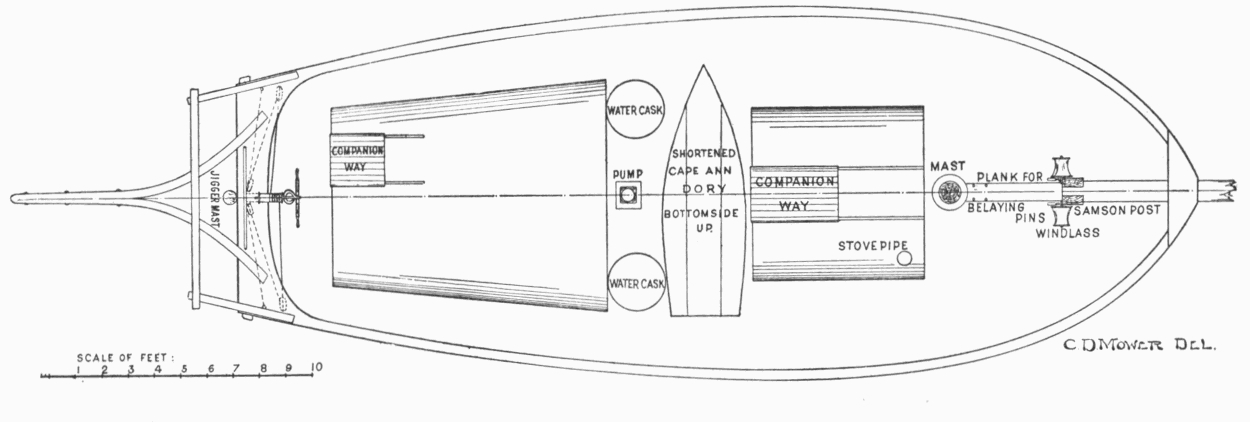
План палуби.

24 квітня 1895 року Спрей вийшов із Бостона з метою обійти навколо світу, а 27 червня 1898 року завершив плавання в Ньюпорті, штат Род-Айленд, пройшовши відстань близько 46 000 морських миль. Шлях пролягав через Бостон, Гібралтар, Пернамбуку, Ріо-де-Жанейро, Буенос-Айрес, Магелланову протоку, Австралію, протоку Торреса, Кейптаун, Карибське море, Ньюпорт.
Після вирушення в навколосвітню подорож Слокам вкоротив зламаний гік, в 1896 році в Буенос-Айресі висоту щогли довелося зменшити на 7 футів, а довжину бушприта на 5 футів. У Пуерто-Ангосто, в Магеллановій протоці, «Спрей» був переозброєний як йол: додано невелику бізань-щоглу.
У листопаді 1909 року Джошуа Слокам на «Спреї» вирушив у круїз річкою Ориноко та Карибським морем і зник разом зі своїм вітрильником.

## Конструкція та технічні параметри
- Водотоннажність: 12,71 т.
- Довжина: 12,1 м.
- Ширина: 4,3 м.
- Осадка: 1,3 м.
- Озброєння: шлюп, йол (після 1895 р.)